# Municipio de Harter
El municipio de Harter (en inglés: Harter Township) es un municipio ubicado en el condado de Clay en el estado estadounidense de Illinois. En el año 2010 tenía una población de 6394 habitantes y una densidad poblacional de 44,11 personas por km².

## Geografía
El municipio de Harter se encuentra ubicado en las coordenadas 38°40′26″N 88°32′7″O / 38.67389, -88.53528. Según la Oficina del Censo de los Estados Unidos, el municipio tiene una superficie total de 144.96 km², de la cual 144,69 km² corresponden a tierra firme y (0,18 %) 0,27 km² es agua.

## Demografía
Según el censo de 2010, había 6394 personas residiendo en el municipio de Harter. La densidad de población era de 44,11 hab./km². De los 6394 habitantes, el municipio de Harter estaba compuesto por el 97,2 % blancos, el 0,38 % eran afroamericanos, el 0,23 % eran amerindios, el 0,67 % eran asiáticos, el 0,47 % eran de otras razas y el 1,05 % eran de una mezcla de razas. Del total de la población el 1,36 % eran hispanos o latinos de cualquier raza.